# Armand-Albert Rateau

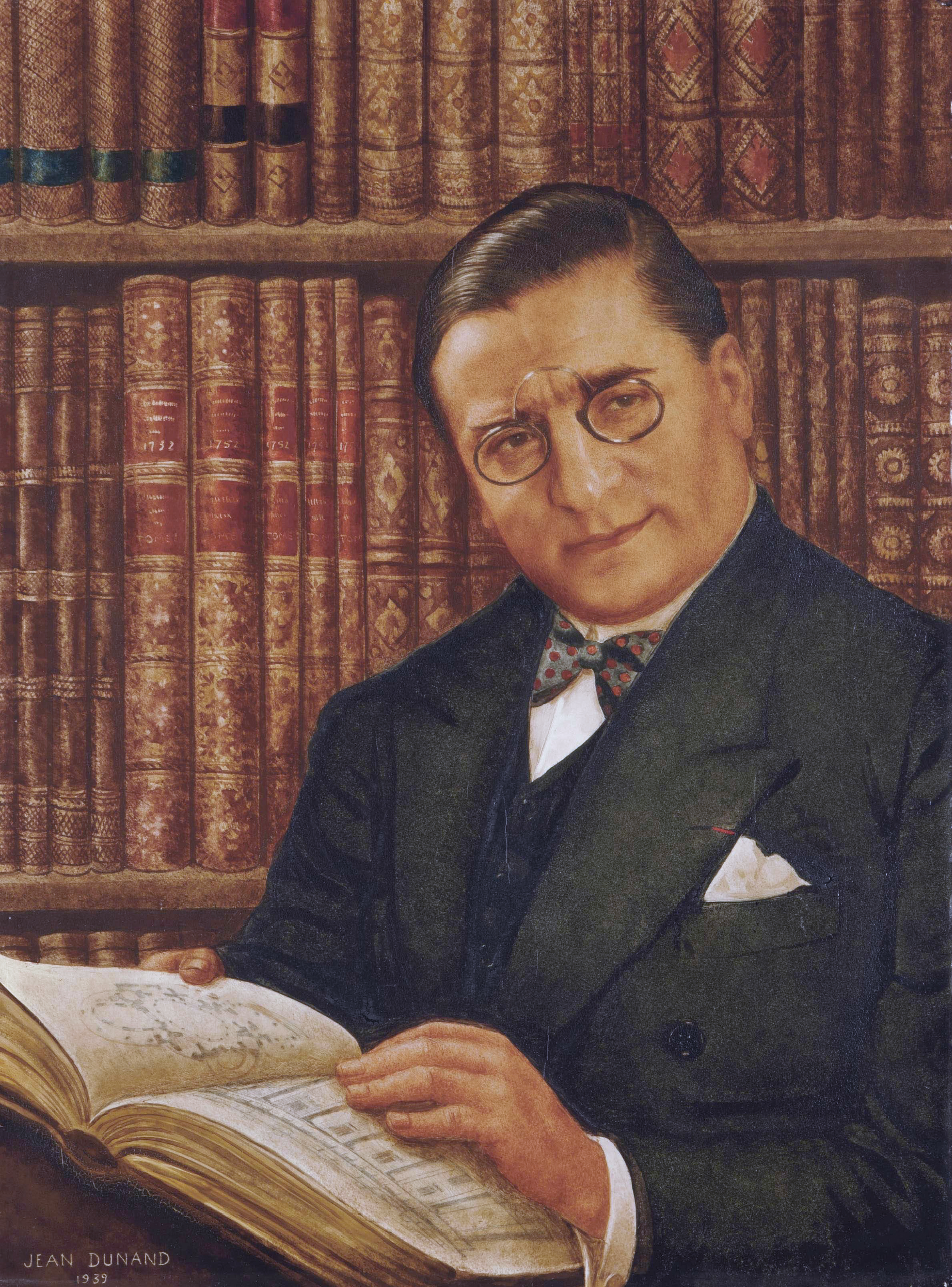
Armand-Albert Rateau in zijn bibliotheek (Jean Dunand, 1939)

Armand-Albert Rateau (1882-1938) was een Franse kunstenaar, meubelmaker, architect en decorateur. Hij wordt gezien als een van de voornaamste ontwerpers van de art deco.
Hij ontving zijn opleiding aan de École Boulle, een Parijse kunstacademie. Zijn loopbaan begon bij de gerenommeerde ontwerper Georges Hoentschel. Daarna volgde het artistiek directeurschap van Alavoine & Cie, een van de belangrijkste decoratiebedrijven aan het begin van de 20e eeuw. Rateau begon in 1919 zijn eigen bedrijf, waarbij hij zich specialiseerde in meubelen en decoraties, uitgevoerd in een esthetische, hybride stijl die deels geïnspireerd was op ontwerpen uit de klassieke oudheid. De clientèle bestond uit een internationale groep rijke fijnproevers, verzamelaars, zakenmensen en aristocraten. 
Rateau's samenwerking met Jeanne Lanvin resulteerde onder andere in de luxueuze inrichting en decoratie van haar appartement aan de Rue Barbet de Jouy te Parijs. Toen het gebouw in 1965 werd afgebroken, werd de gehele inrichting en het meubilair van het boudoir, de slaapkamer en de badkamer overgebracht naar het Musée des Arts Décoratifs de Paris.

## Bron
- Gedeeltelijke vertaling van het Franse zusterartikel Armand-Albert Rateau.

- Bibliothèque nationale de France: cb121849748 (data)
- Gemeinsame Normdatei: 119182467
- International Standard Name Identifier: 0000 0001 2018 1900
- Library of Congress Control Number: nr94014491
- RKD-Nederlands Instituut voor Kunstgeschiedenis: 319825
- SNAC: w6nk59gg
- Système universitaire de documentation: 030434629
- Union List of Artist Names: 500064808
- Virtual International Authority File: 64280727
- WorldCat: E39PBJkhM37q7vg8wvVjCXtMyd